# シネブリュコフ美術館
シネブリュコフ美術館（シネブリュコフびじゅつかん）はヘルシンキにある美術館。フィンランド・ナショナル・ギャラリーに属しており、そのコレクションのうち14世紀から19世紀初頭までのヨーロッパの芸術品を擁している。

## 沿革
美術館の建物は1842年にロシア出身の実業家、ニコライ・シネブリチョフによって彼のビール（シネブリチョフ）の醸造所に隣接して建てられたものである。醸造所は1992年まで稼働していた。ニコライの兄弟が住み、甥のパウルが美術品収集を行い、1921年に収集品をフィンランド政府に寄贈した。1975年にフィンランド政府が、建物を買い上げ修復を行い、1980年に美術館として開館した。

## コレクション
14世紀から19世紀初頭までのヨーロッパの芸術品を擁している。
シネブリュコフ美術館の絵画
- Portrait of a Lady (1780) アレクサンドル・ロスラン
- Connoisseurs at a Gallery (1607-1623) ヒエロニムス・フランケン2世
- Portrait of Mademoiselle Charlotte Eckerman (1784) Adolf Ulrik Wertmüller
- Portrait of a young woman (1525) ルーカス・クラナッハ

## 関連事項
- アテネウム美術館
- ヘルシンキ現代美術館